# Aleksandr Maltsev
Aleksandr Nikolajevitsj Maltsev (Russisch: Александр Николаевич Мальцев) (Kirovo-Tsjepetsk, 20 april 1949) was een Sovjet-Russisch ijshockeyer. 
Maltsev won met de ijshockeyploeg van de Sovjet-Unie tijdens de Olympische Winterspelen 1972, Olympische Winterspelen 1976 de gouden medaille en in Olympische Winterspelen 1980 de zilveren medaille.
In totaal werd Maltsev negenmaal wereldkampioen.
Maltsev speelde jarenlang van 1967 tot 1984 voor HC Dinamo Moskou. In het seizoen 1989-1990 speelde Maltsev voor het Hongaarse Újpesti TE. 

## Politiek
In 2016 nam hij in zijn regio deel aan de verkiezingen voor de Staatsdoema, namens de partij Rechtvaardig Rusland - Voor de Waarheid, waarbij hij tweede werd, onder een kandidaat van Verenigd Rusland. 